# Oak House
Az Oak House a walesi Monmouth egyik műemléki épülete.

## Története
Az épületet George Vaughan Maddox helyi építész tervei alapján építették meg 1846-ban. Az 1881-es népszámlálás szerint az Oak House tulajdonosa George Willis általános orvos volt, Monmouth megye egyik elöljárója. Három alkalommal választották meg Monmouth polgármesterének, ő alapította a városi kórházat. 1901 és 1911 között egy másik orvos, Lloyd Grant Smith élt benne. Az 1911-es népszámlálási adatok szerint az épületnek tizenhárom szobája volt, illetve a mellékhelyiségek (előszobák, fürdőszobák, raktárak, stb.).
A kertet és az épületet később a monmouthi telefonközpont foglalta el. Az egykori szép kert helyén felépült a modern, környezetbe nem illő telefonközpont épülete.
Az Oak House hosszú ideig lakatlan maradt. 2006-ban, a felújítási munkálatok megkezdésekor közel száz denevért tanyázott az épületben. Jelenleg átépítési munkálatok zajlanak, az épületet lakóépületté alakítják át.

## Fordítás
- Ez a szócikk részben vagy egészben  az   Oak House, Monmouth című angol Wikipédia-szócikk ezen változatának fordításán alapul.  Az eredeti cikk szerkesztőit annak laptörténete sorolja fel. Ez a jelzés csupán a megfogalmazás eredetét és a szerzői jogokat jelzi, nem szolgál a cikkben szereplő információk forrásmegjelöléseként.